# Amblypsilopus triangulifer
Amblypsilopus triangulifer är en tvåvingeart som först beskrevs av Becker 1922.  Amblypsilopus triangulifer ingår i släktet Amblypsilopus och familjen styltflugor. Inga underarter finns listade i Catalogue of Life.